# Шарий, Василий Евстратьевич
Василий Евстратьевич Шарий (1867—неизвестно) — русский военный деятель, полковник (1916). Герой Первой мировой войны.

## Биография
После получения образования в Черниговском реальном училище поступил в Чугуевское военное училище по окончании которого с отличием по I разряду в 1888 году был произведён в подпоручики и выпущен в 186-й Луковский резервный пехотный полк. В 1892 году произведён в поручики, в 1900 году в штабс-капитаны. В 1901 году произведён в капитаны — ротный командир Ровненского 166-го пехотного полка. 
С 1914 года участник Первой мировой войны, подполковник — батальонный командир Шацкого 310-го пехотного полка 78-й пехотной дивизии, в бою был ранен. В 1916 году произведён в полковники. С 1917 года — командир 753-го Винницкого пехотного  полка в составе 189-й пехотной дивизии 26-го армейского корпуса.

 
Высочайшим приказом от 9 марта 1915 года за храбрость награждён Георгиевским оружием: 
За то, что в боях с 24 по 30 августа 1914 года у города Рава-Русска, при деревне Пестуны под сильным артиллерийским, пулемётным и ружейным огнём втрое сильнейшего противника удерживал свою позицию, затем, перейдя в атаку, отбросил противника

Высочайшим приказом от 1 сентября 1915 года  за храбрость был награждён орденом Святого Георгия 4-й степени: 
За то, что в бою 13 января 1915 года на Карпатах, у высоты 803, будучи окружён со всех сторон сильнейшим противником, пробился через неприятельские ряды с войсками своего боевого участка, не оставив противнику трофеев

## Награды
- Орден Святого Станислава 3-й степени с мечами  и бантом (ВП 1901; мечи и бант к ордену — 29.06.1915)
- Орден Святой Анны 3-й степени с мечами и бантом (ВП 1912; мечи и бант к ордену — ВП 14.10.1916)
- Георгиевское оружие (ВП 09.03.1915)
- Орден Святого Владимира 4-й степени с мечами и бантом (ВП 17.05.1915)
- Орден Святого Георгия 4-й степени (ВП 01.09.1915)
- Орден Святой Анны 4-й степени «За храбрость» (ВП 20.11.1915)
- Орден Святого Станислава 2-й степени с мечами (ВП 9.10.1916[3])
- Орден Святой Анны 2-й степени с мечами (ВП  4.03.1917[4])
- Орден Святого Владимира 3-й степени с мечами (ВП 28.09.1916[5])